# Oxypetalum balansae
Oxypetalum balansae är en oleanderväxtart som beskrevs av Gustaf Oskar Andersson Malme. Oxypetalum balansae ingår i släktet Oxypetalum och familjen oleanderväxter. Inga underarter finns listade i Catalogue of Life.